# Vùng ca vùng Krasnodar
Vùng ca vùng Krasnodar (tiếng Nga: Гимн Краснодарского края, Gimn Krasnodarskava Kraya) là vùng ca của vùng Krasnodar, một chủ thể liên bang của Nga. Nó được sáng tác bởi Konstantin Obraztsov, và được Viktor Zakharchenko phổ nhạc. Bài hát được chấp nhận vào ngày 24 tháng 3 năm 1995.

## Lịch sử
Bài dân ca Ti, Kuban, Ti Nasha Rodina (Người, Kuban, Người là quê hương của chúng ta), được viết vào năm 1914 trong cuộc chiến tranh Nga-Thổ Nhĩ Kỳ. Nó được dành riêng cho những người Cossack của trung đoàn Cossack Kavkaz đầu tiên để tưởng nhớ đến vinh quang của họ trong Thế chiến I. Tác giả của những lời bài hát là một linh mục trung đoàn Konstantin Obraztsov.
Lúc đầu, bài hát được chơi trong một phạm vi nhỏ của các cựu chiến binh. Trong một hoặc hai năm, nó được hát bởi tất cả các phân khu Kuban của đội quân diễn xuất. Trong cuộc nội chiến, đó là một bài thánh ca chính thức của Kuban Rada. Hơn nữa, trong những năm của Chiến tranh Vệ quốc vĩ đại (Chiến tranh thế giới thứ hai), bài hát đã thúc đẩy tinh thần của người Cossack và với họ, nó đã tạo ra một chiến thắng từ bờ sông Kuban cho đến tận Elba. Nó được nghe ở Ba Lan, Romania, Bulgaria, Hungary và Đức.
Vào tháng 3 năm 1995, Hội đồng Lập pháp của vùng Krasnodar đã phê chuẩn đây là bài vùng ca của vùng Krasnodar.

## Lời
| Tiếng Nga (ký tự Cyrill) | Latinh hóa | Tiếng Việt |
| --- | --- | --- |
| Ты, Кубань, ты наша Родина, Вековой наш богатырь! Многоводная, раздольная Разлилась ты вдаль и вширь. Из далеких стран полуденных, Из заморской стороны Бьём челом тебе, родимая, Твои верные сыны. О тебе здесь вспоминаючи, Песню дружно мы поём, Про твои станицы вольные, Про родной отцовский дом О тебе здесь вспоминаючи, Как о матери родной, На врага, на басурманина, Мы идем на смертный бой О тебе здесь вспоминаючи, За тебя ль не постоять, За твою ли славу старую Жизнь свою ли не отдать? Мы, как дань свою покорную, От прославленных знамён Шлём тебе, Кубань родимая, До сырой земли поклон. | Ty, Kubanʹ, ty nasha Rodina, Vekovoy nash bogatyrʹ! Mnogovodnaya, razdolʹnaya Razlilasʹ ty vdalʹ i vshirʹ. Iz dalekikh stran poludennykh, Iz zamorskoy storony Bʹyom chelom tebe, rodimaya, Tvoi vernyye syny. O tebe zdesʹ vspominayuchi, Pesnyu druzhno my poyom, Pro tvoi stanitsy volʹnyye, Pro rodnoy ottsovskiy dom O tebe zdesʹ vspominayuchi, Kak o materi rodnoy, Na vraga, na basurmanina, My idem na smertnyy boy O tebe zdesʹ vspominayuchi, Za tebya lʹ ne postoyatʹ, Za tvoyu li slavu staruyu Zhiznʹ svoyu li ne otdatʹ? My, kak danʹ svoyu pokornuyu, Ot proslavlennykh znamyon Shlyom tebe, Kubanʹ rodimaya, Do syroy zemli poklon. | Ca ngợi, ca ngợi, thành phố hùng vĩ! Đừng hạ thấp danh dự Cossack. Trong giờ phút bất mãn và đau buồn Giải cứu mẹ - nước Nga. Người thẳng thắn như trái tim Nga Đối với chúng ta Người là món quà vinh quang của Chúa. Người là bánh mì và lời cầu nguyện hàng ngày của chúng ta. Krasnodar, Người là linh hồn của Kuban! Chúng ta không bao giờ mệt mỏi để tôn vinh Người. Chúng ta sẽ làm việc tốt Phía trên thủ đô của Kuban đầy nắng Những tiếng chuông đang vang lên mỗi ngày. Người thẳng thắn như trái tim Nga Đối với chúng ta Người là món quà vinh quang của Chúa. Người là bánh mì và lời cầu nguyện hàng ngày của chúng ta. Krasnodar, Người là linh hồn của Kuban! Hôm nay chúng ta xây dựng tương lai của chúng ta, Chúng tôi sẽ hoàn thành các yêu cầu của tổ tiên của chúng ta Và không phải trong thành phố của chúng ta được ưa chuộng Với niềm vinh dự là một trong những thành phố tốt nhất Người thẳng thắn như trái tim Nga Đối với chúng ta Người là món quà vinh quang của Chúa. Người là bánh mì và lời cầu nguyện hàng ngày của chúng ta. Krasnodar, Người là linh hồn của Kuban! |